# Ewa Kania
Ewa Kania, również jako Ewa Kania-Grochowska (ur. 22 stycznia 1948 w Warszawie) – polska aktorka teatralna, filmowa, dubbingowa, reżyser dubbingu.

## Życiorys
W 1969 ukończyła studia na PWST w Warszawie. 18 lipca tegoż roku, zadebiutowała w teatrze. Jest jedną z bohaterek książki „Siła codzienności” Marzanny Graff. W 2009 otrzymała „Bursztynowe drzewo” – prestiżową nagrodę przyznawaną przez Kaszubów za zasługi wobec kultury. Nagrodę przyznano jej w kategorii „najlepszy aktor” (nagrodę w tej kategorii otrzymali również Janusz Zakrzeński i Marzanna Graff). W 2009 VI Światowy Zjazd Sybiraków przyznał jej honorowy tytuł „Ambasador Sybiraków”.

## Teatr
- Teatr im. Juliusza Osterwy w Lublinie: 1969–1972
- Teatr Ziemi Mazowieckiej w Warszawie: 1972–1975
- Teatr Nowy w Warszawie: 1975–1989

## Filmy
- 2009: Londyńczycy 2 – nauczycielka Stasia Malca (odc. 3)
- 2005: Pitbull – Jadźka (odc. 1)
- 2005: Pitbull – Jadźka
- 2005: Komornik – Sekretarka w prokuraturze
- 2004–2006: Kryminalni – Matka Marka
- 2004–2005: Samo życie – pielęgniarka Lena
- 2003, 2004, 2007–2008: Na dobre i na złe – Pani Maria, opiekunka Ewy z ośrodka adopcyjnego
- 2002–2003: Psie serce – Sąsiadka Baśki
- 2000: Wielkie rzeczy: Sieć – sędzia
- 1999: Dług – Szefowa operacji kredytowych
- 1997–2001, 2005, 2007–2011, 2015, od 2017: Klan – Zofia Borecka, matka Jacka
- 1994: Jest jak jest – Kostiumograf
- 1991: Szuler (Cheat)
- 1989: Modrzejewska – Maria, garderobiana Modrzejewskiej
- 1988: Dekalog I – Ewa Jezierska
- 1988: Kogel-mogel – koleżanka Wolańskiej
- 1988: Niezwykła podróż Baltazara Kobera
- 1987: Dorastanie – pielęgniarka Janeczka
- 1987: Rzeka kłamstwa
- 1985: …jestem przeciw – Pielęgniarka
- 1984: Przybłęda
- 1982: Przygrywka – Opiekunka harcerek
- 1979–1981: Najdłuższa wojna nowoczesnej Europy – Dama w salonie
- 1978: Dorota
- 1974: Zapamiętaj imię swoje

## Reżyser dubbingu
- 2010: Angelo rządzi
- 2006: Ōban Star Racers
- 2004: Scooby Doo i potwór z Loch Ness
- 2003: Scooby Doo i meksykański potwór
- 2003–2005: Kaczor Dodgers
- 2002–2007: Naruto (odc. 1-25, 27-42)
- 2002–2005: Co nowego u Scooby’ego? (odc. 1-6, 14-28)
- 2001: Ach, ten Andy! (odc. 58-61, 67-70, 75-78)
- 1999: Nieustraszeni ratownicy
- 1999–2001: Batman przyszłości
- 1998–1999: Szalony Jack, pirat
- 1998–2004: Atomówki
- 1996–2004: Hej Arnold!
- 1995: Wezyr Nic-po-nim
- 1994: Czarny książę
- 1993–1996: Nowe przygody Kapitana Planety
- 1993: Bobaskowo
- 1993: Benny i Joon
- 1992: Tom i Jerry: Wielka ucieczka
- 1991: Przygody Syrenki
- 1989–1992: Chip i Dale: Brygada RR
- 1989–1992: Karmelowy obóz (odc. 16-25, 33-39)
- 1984–1987: Łebski Harry
- 1972–1973: Nowy Scooby Doo
- 1960–1966: Flintstonowie

## Dubbing
- 2015–2019: Star Butterfly kontra siły zła –
  - Królowa Butterfly,
  - Pani Ohydzka
- 2010: Artur i zemsta Maltazara – Babcia Daisy
- 2010: Czarodziejka Lili: Smok i magiczna księga – Immobilienmaklerin
- 2010: Alicja w Krainie Czarów
- 2010: Viva High School Musical Meksyk: Pojedynek
- 2007: Szpiegowska rodzinka – Matka Ernesta Vonga (odc. 24)
- 2006: Całkiem nowe przygody Toma i Jerry’ego –
  - Pani Dwa Buty,
  - mysia królowa z Marsa (odc. 6b),
- 2006: H2O – wystarczy kropla – Annette Watsford (odc. 46)
- 2006: Ōban Star Racers –
  - Skun,
  - Maya,
  - Ning
- 2006: Monster Warriors –
  - Myssy Goore,
  - pani Bushnerr
- 2005: Power Rangers S.P.D. –
  - Dr. Rheas,
  - Matka Booma
- 2004: Barbie jako księżniczka i żebraczka – Madame Karp
- 2002–2007: Naruto –
  - Kin Tsuchi,
  - Anko Mitarashi (I–III seria)
- 2002–2005: Co nowego u Scooby’ego?
- 2002: Gwiezdne wojny: część II – Atak klonów –
  - Taun We,
  - Jocasta Nu
- 2002: Złap mnie, jeśli potrafisz – Paula Abagnale
- 2002: The Ring – Anna Morgan
- 2001: Ach, ten Andy! –
  - Reporterka (odc. 70, 75),
  - Luella (odc. 77)
- 2001: Kubusiowe opowieści – Mama Krzysia
- 1999: Mickey: Bajkowe święta –
  - Chip,
  - żona kupującego choinkę
- 1999: Bambi – Mama Tuptusia (druga wersja dubbingowa)
- 1998: Babe: Świnka w mieście – Mucha
- 1997: Świat królika Piotrusia i jego przyjaciół
- 1995: Babe – świnka z klasą – Mucha
- 1996: Szczęśliwy dzień – Melanie Parker
- 1996–1997: Incredible Hulk – Jennifer Walters / She-Hulk
- 1995–2001: Star Trek: Voyager – kapitan Janeway
- 1995: Dzieciaki do wynajęcia
- 1994: Władca ksiąg – Claire Tyler
- 1994: Niekończąca się opowieść III: Ucieczka z krainy Fantazji – Urgl
- 1994: Troll w Nowym Jorku – Hilary
- 1993–1996: Nowe przygody Kapitana Planety – Doktor Zaraza
- 1992–1997: Kot Ik! – Mama (odc. 11, 12, 20)
- 1991: V.I.P. – żona Petrykusa
- 1989–1991: Chip i Dale: Brygada RR – Chip
- 1989: Wielka bitwa Asteriksa – Dobromina
- 1989: Wszystkie psy idą do nieba – Kate
- 1989–1991: Babar – Madame
- 1989: Babar zwycięzca – Madame
- 1988–1991: Nowe przygody Kubusia Puchatka – mama Krzysia
- 1988ː Denver, ostatni dinozaur –
  - lektorka (odc. 1-3, 5-10, 13-14, 16, 27-28, 30, 34-36, 38-43, 45, 50),
  - narratorka (odc. 1-2)
- 1988: Gandahar – Ambisextra
- 1988: Dawid i Sandy – Dawid
- 1986: Piotr Wielki – Zofia Charlotta Hanowerska
- 1984: Niekończąca się opowieść – Wyrocznia
- 1983–1989: W krainie czarnoksiężnika Oza – Tip / księżniczka Ozma
- 1980: Krach operacji „Terror” – Lida
- 1977–1980: Kapitan Grotman i Aniołkolatki
- 1977: Anna Karenina – Anna Karenina
- 1977: Dziewczynka, która lubiła marzyć – pani Dietze
- 1977: Odbicia światła – Katarzyna Łucja
- 1977: Cudowny kwiat – Alenuszka
- 1976: Pogoda dla bogaczy − Kate
- 1976: Ja, Klaudiusz − Kalpurnia (odc. 10, 12)
- 1976: Córka króla wszechmórz – Mała Syrenka
- 1976: Jak Iwanuszka szukał cudu – Nastieńka
- 1967: Saga rodu Forsyte’ów – Frances